# Dream Team

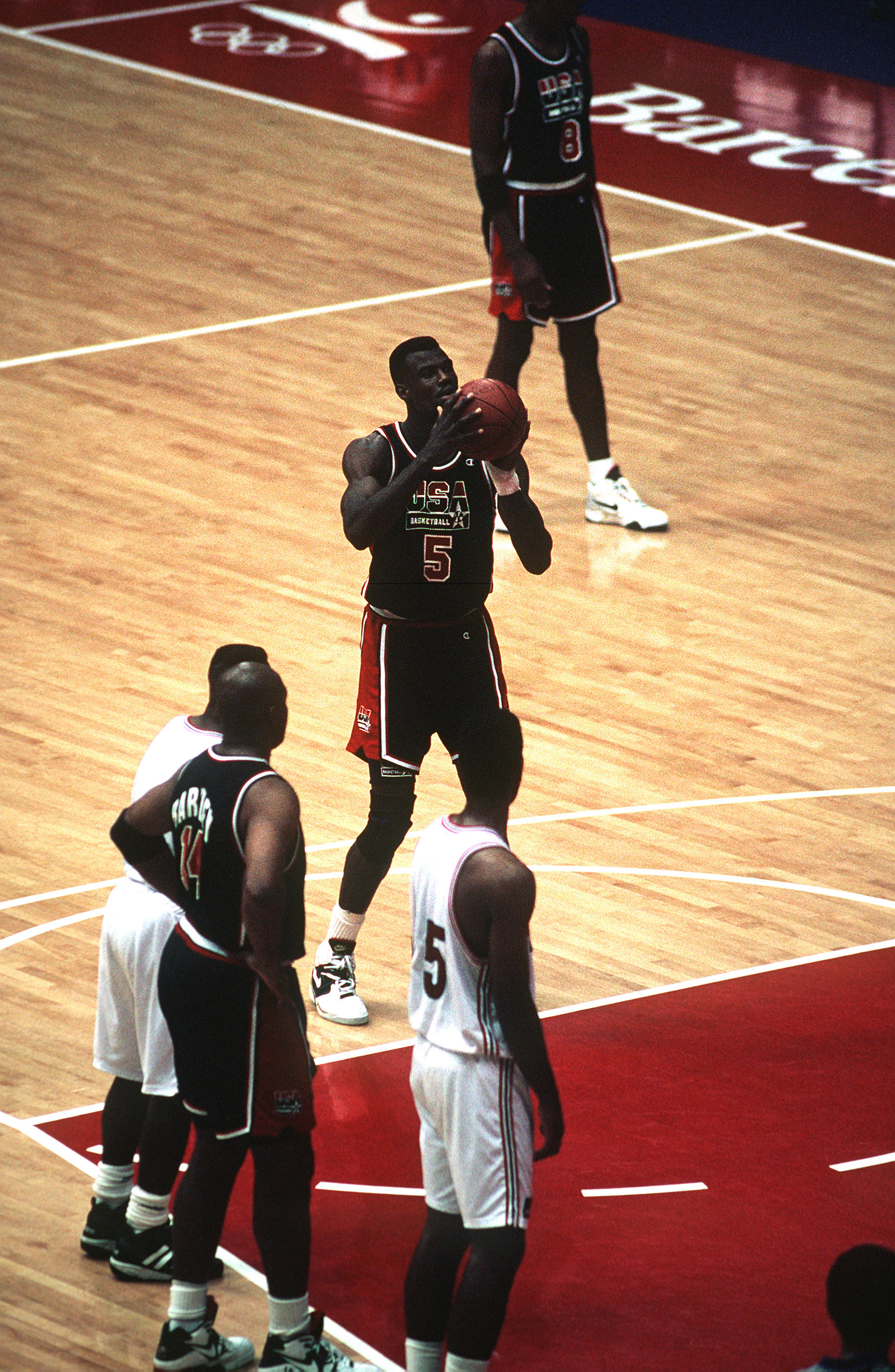
Дэвид Робинсон выполняет штрафные броски.

Мужская сборная США по баскетболу на летних Олимпийских играх 1992 года в Барселоне — первая в истории олимпийская сборная США, состоявшая из действующих игроков-профессионалов Национальной баскетбольной ассоциации (НБА). За год с лишним до начала Игр, в феврале 1991 года СМИ окрестили будущую команду «Дрим-тим» (англ. Dream Team — команда мечты, команда-мечта), хотя к тому моменту официально не был объявлен даже её предварительный состав.
Главным тренером сборной был Чак Дэйли, ассистировали ему Ленни Уилкенс, Пи Джей Карлесимо и Майк Кшижевски. Обыграв каждого соперника на пути к финалу Олимпиады в среднем на 44 очка, «Дрим-тим» стала олимпийским чемпионом после победы над сборной Хорватии со счётом 117—85.
Член Олимпийского и паралимпийского зала славы США (2009), Зала славы баскетбола (2010) и Зала славы ФИБА (2017). Помимо коллективного членства, одиннадцать игроков и три тренера были в разное время индивидуально введены в Зал славы баскетбола.
Зал славы баскетбола назвал команду «величайшим собранием баскетбольных талантов на планете». Широкой общественностью и некоторыми журналистами она также считается величайшей спортивной командой из когда-либо собранных.

## Создание Dream Team
Поражение на Олимпийских играх в Сеуле в полуфинале от сборной СССР получило огромный резонанс (во многом из-за того, что сборной США единственной запрещали использовать профессиональных игроков, за Советский Союз играли профессионалы), и в сентябре 1989 года на 95-й сессии Международного олимпийского комитета в Пуэрто-Рико было принято беспрецедентное решение о допуске для участия в Олимпийских играх баскетболистов НБА, представители СССР голосовали против принятия решения. Первая десятка игроков Dream Team была официально объявлена 21 сентября 1991 года: Майкл Джордан и Скотти Пиппен из «Чикаго Буллз», Джон Стоктон и Карл Мэлоун из «Юта Джаз», Мэджик Джонсон из «Лос-Анджелес Лейкерс», Ларри Бёрд из «Бостон Селтикс», Патрик Юинг из «Нью-Йорк Никс», Крис Маллин из «Голден Стэйт Уорриорз», Дэвид Робинсон из «Сан-Антонио Спёрс» и Чарльз Баркли из «Филадельфия Севенти Сиксерс». Дэвид Робинсон играл в составе олимпийской сборной в 1988 году и очень хотел завоевать золотую медаль в Барселоне.
На 11-е место в заявке претендовали Клайд Дрекслер («Портленд Трэйл Блэйзерс») и Айзея Томас («Детройт Пистонс»). Дрекслер был добавлен в команду 12 мая 1992 года, наряду с Кристианом Леттнером из Университета Дьюка. Леттнер был единственным игроком, выбранным в сборную без профессионального опыта, опередив юного Шакила О’Нила в споре за последнее место в ростере. Существует версия, что Айзея Томас не вошёл в команду, потому что Майкл Джордан заявил о своем участии при условии отсутствия Томаса в команде.

## Чемпионат Америки
«Команда мечты» дебютировала 28 июня 1992 года на чемпионате Америки в Портленде — квалификационном олимпийском турнире. В первой игре сборная США разгромила Кубу со счётом 136:57. Одержав ещё четыре победы, 5 июля 1992 года американцы обыграли в финале турнира сборную Венесуэлы со счётом 127:80 и завоевали золотые медали. Самым результативным игроком в команде по очкам и подборам стал Чарльз Баркли, набирая в среднем за игру 16,3 очка и делая 6,7 подбора.

### Результаты матчей
| Игра      | Дата         | Очки США | Очки соперника | Соперник                            | Разница |
| --------- | ------------ | -------- | -------------- | ----------------------------------- | ------- |
| 1         | 28 июня 1992 | 136      | 57             | Куба                                | +79     |
| 2         | 29 июня 1992 | 105      | 61             | Канада                              | +44     |
| 3         | 30 июня 1992 | 112      | 52             | Панама                              | +60     |
| 4         | 1 июля 1992  | 128      | 87             | Аргентина                           | +41     |
| 5         | 3 июля 1992  | 119      | 81             | Пуэрто-Рико                         | +38     |
| 6         | 5 июля 1992  | 127      | 80             | Венесуэла (Матч за звание чемпиона) | +47     |
| Источник: |              |          |                |                                     |         |

## Олимпийские игры
Выступление созданной за семь недель до начала Олимпиады Dream Team стало самым ярким событием Игр, оказавшим огромное влияние на развитие мирового баскетбола. Впервые в составе национальной сборной США выступили сильнейшие игроки НБА, из которых Чак Дэйли составил команду, значительно превосходящую соперников по мастерству и таланту — все 8 матчей были выиграны Dream Team со средней разницей в 43,8 очка, а тренер за весь турнир не взял ни одного тайм-аута. В очередь за автографами американцев после игр выстраивались не только болельщики, но и игроки команды-соперницы. Сборная Литвы в полуфинале была разбита со счётом 127:76, Хорватия в финале — 117:85.
«На будущих Олимпиадах вы ещё увидите классные профессиональные сборные, однако ни одна из них не сможет сравниться с этой»,— эти слова Чака Дэйли оказались пророческими.

### Результаты матчей
| Игра      | Очки США | Очки соперника | Соперник                           | Разница |
| --------- | -------- | -------------- | ---------------------------------- | ------- |
| 1         | 116      | 48             | Ангола                             | +68     |
| 2         | 103      | 70             | Хорватия                           | +33     |
| 3         | 111      | 68             | Германия                           | +43     |
| 4         | 127      | 83             | Бразилия                           | +44     |
| 5         | 122      | 81             | Испания                            | +41     |
| 6         | 115      | 77             | Пуэрто-Рико                        | +38     |
| 7         | 127      | 76             | Литва                              | +51     |
| 8         | 117      | 85             | Хорватия (Матч за звание чемпиона) | +32     |
| Источник: |          |                |                                    |         |

### Статистика игроков
| Игрок            | GP | GS | FGM | FGA | FG%  | 3PM | 3PA | 3P%  | FTM | FTA | FT%  | PPG  | RPG | APG |
| ---------------- | -- | -- | --- | --- | ---- | --- | --- | ---- | --- | --- | ---- | ---- | --- | --- |
| Чарльз Баркли    | 8  | 4  | 59  | 83  | .711 | 7   | 8   | .875 | 19  | 26  | .731 | 18.0 | 4.1 | 2.4 |
| Ларри Бёрд       | 8  | 3  | 25  | 48  | .521 | 9   | 27  | .333 | 8   | 10  | .800 | 8.4  | 3.8 | 1.8 |
| Клайд Дрекслер   | 8  | 3  | 37  | 64  | .578 | 6   | 21  | .286 | 4   | 10  | .400 | 10.5 | 3.0 | 3.6 |
| Патрик Юинг      | 8  | 4  | 33  | 53  | .623 | 0   | 0   | .000 | 10  | 16  | .625 | 9.5  | 5.3 | 0.4 |
| Мэджик Джонсон   | 6  | 5  | 17  | 30  | .567 | 6   | 13  | .462 | 8   | 10  | .800 | 8.0  | 2.3 | 5.5 |
| Майкл Джордан    | 8  | 8  | 51  | 113 | .451 | 4   | 19  | .211 | 13  | 19  | .684 | 14.9 | 2.4 | 4.8 |
| Кристиан Леттнер | 8  | 0  | 9   | 20  | .450 | 2   | 6   | .333 | 18  | 20  | .900 | 4.8  | 2.5 | 0.4 |
| Карл Мэлоун      | 8  | 4  | 40  | 62  | .645 | 0   | 0   | .000 | 24  | 32  | .750 | 13.0 | 5.3 | 1.1 |
| Крис Маллин      | 8  | 2  | 39  | 63  | .619 | 14  | 26  | .538 | 11  | 14  | .786 | 12.9 | 1.6 | 3.6 |
| Скотти Пиппен    | 8  | 3  | 28  | 47  | .596 | 5   | 13  | .385 | 11  | 15  | .733 | 9.0  | 2.1 | 5.9 |
| Дэвид Робинсон   | 8  | 4  | 27  | 47  | .574 | 0   | 0   | .000 | 18  | 26  | .692 | 9.0  | 4.1 | 0.9 |
| Джон Стоктон     | 4  | 0  | 4   | 8   | .500 | 1   | 2   | .500 | 2   | 3   | .667 | 2.8  | 0.3 | 2.0 |

## Наследие
«Dream Team» рассматривается многими как величайшая баскетбольная сборная. 11 из 12 игроков вошли в список 50 величайших игроков в истории НБА (за исключением Леттнера). Команда была введена в Зал славы баскетбола имени Нейсмита в 2010 году и является одной из восьми команд, закрепленных в нём. Кроме того, одиннадцать из двенадцати игроков сборной (все, кроме Леттнера) и три из четырёх тренеров (все, кроме Карлесимо) были избраны в Зал славы в индивидуальном порядке. Многие считают, что эта команда оказала огромное влияние на развитие спорта и баскетбола, ведь Олимпийские игры транслировались практически во всех странах мира, в отличие от чемпионата НБА.

## Статистика
- Место: первое
- Результаты игр: 8-0
- Поражения: нет
- Очков за игру: 1-е место на турнире (117 очков)
- Разница в счете: 1-е место на турнире (44 очка)